# Super Adventure Island
Super Adventure Island (高橋名人の大冒険島, Takahashi Meijin no Daibōken Jima, "Master Takahashi's Great Adventure Island"), "Master Takahashi's Great Adventure Island") é jogo de plataforma side-scrolling pela Hudson Soft, lançado originalmente para o Super Nintendo Entertainment System em 1992 e, mais tarde, re-lançado para o serviço de downloads Virtual Console do Nintendo Wii em 2011. Ele foi o primeiro jogo da série Adventure Island disponível para o SNES e foi lançado entre as datas de lançamento de Adventure Island II e Adventure Island 3 para o  NES. O jogo posteriormente recebeu sua continuação, Super Adventure Island II.
Um jogo não-relacionado também intitulado de Super Adventure Island (新高橋名人の冒険島, Shin Takahashi Meijin no Bōken Jima) foi para telefones celulares em 2004 no Japão e 2005 na América do Norte. Trata-se de um remake de Wonder Boy in Monster Land, que foi anteriormente portado para o PC Engine pela Hudson, sob o nome Bikkuriman World.

## Enredo
Durante o curso de suas aventuras, Master Higgins conseguiu manter a paz e a tranquilidade de sua casa, a mística Adventure Island (Ilha da Aventura, em tradução literal) e inclusive conquistou o amor e o apoio da amável Tina, conhecida também como "Miss Selva" (erroneamente chamado de "Jeannie Selva" no manual em inglês). À noite, o jovem herói estava desfrutando de um descanso bem merecido enquanto sua amada Tina o abraçava (o manual em inglês diz que o casal estava observando as estrelas). Quando o calor aconchegante dos braços de Tina desaparece e dá lugar a uma sensação gelada, ele se espanta ao descobrir que o mago maligno Dark Cloak utilizou de seus feitiços para transformar Tina em uma estátua de pedra. Dark Cloak então foge para a lendária Montanha de Gelo, encontrada em meio ao oceano, e Higgins resolve derrotar o feiticeiro para restaurar a vida a sua namorada.
O jogador controla Higgins em suas viagens por cinco fases, cada uma com quatro áreas. As três primeiras áreas de cada fase são permeadas por obstáculos e inimigos espalhados até o destino de Higgins. Na última área de cada fase o herói enfrenta um chefão. Os cenários das fases são os seguintes:
1. Floresta, vulcão
2. Praia, dentro de uma baleia
3. As copas das árvores, minas
4. Deserto
5. Gelo, castelo

## Jogabilidade
Além das melhorias no áudio e nos gráficos, provenientes da utilização do hardware do SNES, as mecânicas do jogo são muito similares àquelas do primeiro jogo da franquia, Adventure Island, disponível para o NES. Apesar de Super Adventure Island ter sido lançado pouco após Adventure Island 2, os companheiros dinossauro deste jogo não estão presentes naquele. No entanto, Higgins pode agora escolher entre duas armas: o machado de pedra comum aos jogos anteriores e um bumerangue (posteriormente reintroduzido em Adventure Island 3). Enquanto o machado só pode ser arremessado em duas direções (para esquerda ou para direita), o bumerangue pode ser atirado em quatro direções (para cima e para baixo, além da esquerda e direita). Quando o jogador coleta qualquer uma das armas pela primeira vez, somente um projétil pode ser arremessado por vez. Ao coletar o item correspondente a uma arma duas ou três vezes seguidas, Higgins poderá atirar dois ou três projéteis consecutivamente. Coletando quatro armas do mesmo tipo, o protagonista passará a atirar bolas de fogo no lugar dos projéteis usuais, que são mais poderosas e são capazes de quebrar pedras específicas. Por mais que Master Higgins tenha perdido a habilidade de correr neste jogo, ele pode agora se agachar, e com isso realizar um pulo mais alto. Durante a jogatina, o jogador deve coletar frutas espalhadas pelas fases para impedir que a barra de vida se esgote.

## Música
Yuzo Koshiro compôs toda a trilha sonora, que consiste em muitas batidas tropicais, faixas com o estilo calypso e até mesmo algumas formas de hip-hop.

## Em outras mídias
Super Adventure Island é um dos jogos de vídeogame que aparecem em Cyber Boy, por Nagai Noriaki, Publicado pelo Coro Coro Quadrinhos e Shogakukan, de 1991 a 1993.